# Frankie Avalon/Diskografie
Diese Diskografie ist eine Übersicht über die Schallplattenproduktionen des US-amerikanischen Popsängers Frankie Avalon. Zwischen 1954 und 1983 veröffentlichte er in den USA rund 50 Single-Schallplatten und etwa 15 Vinyl-Langspielplatten.

## US-Diskografie

### Vinyl-Langspielplatten
| Titel                             | Katalog-Nr.         | Veröffentlichung |
| --------------------------------- | ------------------- | ---------------- |
| Frankie Avalon                    | Chancellor 5001     | Februar 1958     |
| The Young Frankie Avalon          | Chancellor 5002     | Januar 1959      |
| Swingin’ on a Rainbow             | Chancellor 5004     | Januar 1960      |
| Summer Scene                      | Chancellor 5011     | Juni 1960        |
| A Whole Lotta Frankie             | Chancellor 5018     | Oktober 1961     |
| And Now About Mr. Avalon          | Chancellor 5022     | November 1961    |
| Italiano                          | Chancellor 5025     | Februar 1962     |
| You Are Mine                      | Chancellor 5027     | Juni 1962        |
| Christmas Album                   | Chancellor 5031     | November 1962    |
| Frankie Avalon Sings Cleopatra    | Chancellor 5032     | August 1963      |
| Muscle Beach Party                | United Artists 3371 | Mai 1964         |
| Frankie Avalon’s 15 Greatest Hits | United Artists 6382 | August 1964      |
| I Want You Near Me                | Metromedia 1034     | November 1970    |
| Venus                             | De-Lite 2020        | 1976             |
| You’re My Live                    | De-Lite 9504        | 1978             |

## Compact Discs*
| Titel                            | Musiklabel      | Veröffentlichung |
| -------------------------------- | --------------- | ---------------- |
| Venus                            | Kanada          | 1990             |
| Muscle Beach Party               | Real Gone Music | 1990             |
| Fabulous                         | Ace             | 1993             |
| 25 All-Time Greatest Hits        | Varese          | 2002             |
| The First Five Albums            | Jasmine         | 2012             |
| Swingin’ on a Rainbow            | Hallmark        | 2012             |
| Collector’s Collection           | GoldenStars     | 2010             |
| Frankie Avalon’s Christmas Album | Hallmark        | 2013             |
| Greatest Hits                    | Remember        | 2014             |
| Italiano                         | Hallmark        | 2014             |

* in Deutschland vertrieben

### Vinyl-Singles

Erste Schallplatte auf
“X” Records 1954

| A/B-Seite                                               | Katalog-Nr.    | Veröffentlichung |
| ------------------------------------------------------- | -------------- | ---------------- |
|                                                         | “X”            |                  |
| Trumpet Sorrento / The Book                             | 0006           | März 1954        |
| Trumpet Tarantella / Dormi Dormi                        | 0026           | Juni 1954        |
|                                                         | Chancellor     |                  |
| Cupid / Jivin’ with the Saints                          | 1004           | Juni 1957        |
| Shy Guy / Teacher’s Pet                                 | 1006           | September 1957   |
| Dede Dinah / Ooh La La                                  | 1011           | Dezember 1957    |
| You Excite Me / Darlin’                                 | 1016           | März 1958        |
| Ginger Bread / Blue Betty                               | 1021           | Juni 1958        |
| I’ll Wait for You / What Little Girl                    | 1026           | September 1958   |
| Venus / I’m Broke                                       | 1031           | Januar 1959      |
| A Boy Without a Girl / Bobby Sox to Stockings           | 1036           | Mai 1959         |
| Just Ask Your Heart / Two Fools                         | 1040           | August 1959      |
| Why / Swingin’ on a Rainbow                             | 1045           | November 1959    |
| Don’t Throw Away All Those Teardrops / Talk, Talk, Talk | 1048           | März 1960        |
| Tuxedo Junction / Where Are You                         | 1052           | Mai 1960         |
| Togetherness / Don’t Let Love Pass You By               | 1056           | September 1960   |
| A Perfect Love / The Puppet Song                        | 1065           | November 1960    |
| All of Everything / Call Me Anytime                     | 1071           | Februar 1961     |
| Who Else But You / Gotta Get a Girl                     | 1077           | Mai 1961         |
| Voyage to the Bottom of the Sea / Summer of ’61         | 1081           | Juni 1961        |
| True, True Love / Married                               | 1087           | September 1961   |
| Sleeping Beauty / The Lonely Bit                        | 1095           | Oktober 1961     |
| After You’ve Gone / If You Don’t Think I’m Leaving      | 1101           | Januar 1962      |
| You Are Mine / Ponchinello                              | 1107           | März 1962        |
| Venus / I’m Broke                                       | 1114           | Juni 1962        |
| A Miracle / Don’t Let Me Stand in Your Way              | 1115           | Juni 1962        |
| Dance the Bossa Nova / Welcome Home                     | 1125           | November 1962    |
| My Ex-Best Friend / First Love Never Dies               | 1131           | Januar 1963      |
| Come Fly with Me / Girl Back Home                       | 1134           | April 1963       |
| Cleopatra / Heartbeats                                  | 1135           | April 1963       |
| Beach Party / Don’t Stop Now                            | 1139           | Juni 1963        |
|                                                         | United Artists |                  |
| Again / Don’t Make Fun of Me                            | 728            | Juni 1964        |
| My Love Is Here to Stay / New-Fangled, Jingle-Jangle    | 748            | Juli 1964        |
| Moon River / Every Girl Should Get Married              | 800            | Dezember 1964    |
| There’ll Be Rainbows Again / I’ll Take Sweden           | 895            | Juli 1965        |
|                                                         | Reprise        |                  |
| Dancing on the Stars / But I Do                         | 697            | Juni 1968        |
| It’s Over / Don’t You Do It                             | 796            | Dezember 1968    |
| For Your Love / Why Don’t They Understand               | 826            | Mai 1969         |
|                                                         | Amos           |                  |
| The Star / Woman Cryin’                                 | 127            | November 1969    |
|                                                         | Metromedia     |                  |
| Come on Back to Me Baby / Empty                         | 181            | Mai 1970         |
| I Want You Near Me / Heart of Everything                | 192            | September 1970   |
|                                                         | Regalia        |                  |
| I’m in the Mood for Love / It’s the Same Old Dream      | 5508           | 1972             |
|                                                         | De-Lite        |                  |
| Venus / Venus (Disco Version)                           | 1578           | Januar 1976      |
| Thank You for That Extra Sunrise / It’s His Game        | 1582           | Mai 1976         |
| It’s Never Too Late / Where I Leave Off                 | 1584           | Juli 1976        |
| Midnight Lady / Does She Wonder Where I Am              |                | 1977             |
| Splish Splash / Whe I Said I Love You                   | 1591           | 1977             |
| Roses Grow Beyond the Wall / Midnight Lady              | 1595           | 1977             |
| Beauty School Dropout / Midnight Lady                   | 907            | 1978             |
|                                                         | Bobcat         |                  |
| Such a Miracle / You’re the Miracle                     | 4103           | September 1983   |

## Chartplatzierungen

### Studioalben
| Jahr | Titel                 | Höchstplatzierung, Gesamtwochen, AuszeichnungChartsChartplatzierungen (Jahr, Titel, Platzierungen, Wochen, Auszeichnungen, Anmerkungen) | Anmerkungen |
| Jahr | Titel                 | US | Anmerkungen |
| ---- | --------------------- | --- | ----------- |
| 1959 | Swingin’ on a Rainbow | US9 (14 Wo.)US |             |
| 1961 | A Whole Lotta Frankie | US59 (20 Wo.)US |             |

### Singles
| Jahr | Titel Album                            | Höchstplatzierung, Gesamtwochen/‑monate, AuszeichnungChartplatzierungen (Jahr, Titel, Album, Platzierungen, Wochen/Monate, Auszeichnungen, Anmerkungen) | Höchstplatzierung, Gesamtwochen/‑monate, AuszeichnungChartplatzierungen (Jahr, Titel, Album, Platzierungen, Wochen/Monate, Auszeichnungen, Anmerkungen) | Höchstplatzierung, Gesamtwochen/‑monate, AuszeichnungChartplatzierungen (Jahr, Titel, Album, Platzierungen, Wochen/Monate, Auszeichnungen, Anmerkungen) | Anmerkungen                       |
| Jahr | Titel Album                            | DE | UK | US | Anmerkungen                       |
| ---- | -------------------------------------- | --- | --- | --- | --------------------------------- |
| 1958 | Dede Dinah –                           | — | — | US7 (15 Wo.)US | Charteinstieg: 25. Januar 1958    |
| 1958 | You Excite Me –                        | — | — | US49 (9 Wo.)US | Charteinstieg: 19. April 1958     |
| 1958 | Gingerbread –                          | — | UK30 (1 Wo.)UK | US9 (11 Wo.)US | Charteinstieg: 21. Juli 1958      |
| 1958 | I’ll Wait For You –                    | — | — | US15 (17 Wo.)US | Charteinstieg: 13. Oktober 1958   |
| 1958 | What Little Girl –                     | — | — | US79 (2 Wo.)US | Charteinstieg: 20. Oktober 1958   |
| 1959 | Venus –                                | DE24 (1 Mt.)DE | UK16 (6 Wo.)UK | US1 (28 Wo.)US | Charteinstieg: 14. Februar 1959   |
| 1959 | A Boy Without A Girl –                 | — | — | US10 (14 Wo.)US | Charteinstieg: 30. Mai 1959       |
| 1959 | Bobby Sox to Stockings –               | — | — | US8 (13 Wo.)US | Charteinstieg: 30. Mai 1959       |
| 1959 | Just Ask Your Heart –                  | — | — | US7 (16 Wo.)US | Charteinstieg: 5. September 1959  |
| 1959 | Two Fools –                            | — | — | US54 (5 Wo.)US | Charteinstieg: 26. September 1959 |
| 1959 | Why –                                  | — | UK20 (4 Wo.)UK | US1 (16 Wo.)US | Charteinstieg: 28. November 1959  |
| 1959 | Swingin’ On A Rainbow –                | — | — | US39 (6 Wo.)US | Charteinstieg: 26. Dezember 1959  |
| 1960 | Don’t Throw Away All Those Teardrops – | — | UK37 (4 Wo.)UK | US22 (10 Wo.)US | Charteinstieg: 19. März 1960      |
| 1960 | Where Are You –                        | — | — | US32 (12 Wo.)US | Charteinstieg: 18. Juni 1960      |
| 1960 | Tuxedo Junction –                      | — | — | US82 (2 Wo.)US | Charteinstieg: 18. Juni 1960      |
| 1960 | Togetherness –                         | — | — | US26 (13 Wo.)US | Charteinstieg: 24. September 1960 |
| 1960 | Don’t Let Love Pass Me By –            | — | — | US85 (2 Wo.)US | Charteinstieg: 15. Oktober 1960   |
| 1960 | A Perfect Love –                       | — | — | US47 (6 Wo.)US | Charteinstieg: 17. Dezember 1960  |
| 1960 | The Puppet Song –                      | — | — | US56 (7 Wo.)US | Charteinstieg: 17. Dezember 1960  |
| 1961 | All Of Everything –                    | — | — | US70 (4 Wo.)US | Charteinstieg: 4. März 1961       |
| 1961 | Who Else But You –                     | — | — | US82 (2 Wo.)US | Charteinstieg: 3. Juni 1961       |
| 1961 | True, True Love –                      | — | — | US90 (2 Wo.)US | Charteinstieg: 30. September 1961 |
| 1962 | You Are Mine –                         | — | — | US26 (11 Wo.)US | Charteinstieg: 24. März 1962      |
| 1962 | A Miracle –                            | — | — | US75 (6 Wo.)US | Charteinstieg: 14. Juli 1962      |

## Statistik

### Chartauswertung
|                     | DE    | AT    | UK    | US    |
| ------------------- | ----- | ----- | ----- | ----- |
| Nummer-eins-Alben   | DE—DE | AT—AT | UK—UK | US—US |
| Top-10-Alben        | DE—DE | AT—AT | UK—UK | US1US |
| Alben in den Charts | DE—DE | AT—AT | UK—UK | US2US |

|                       | DE    | UK    | US     |
| --------------------- | ----- | ----- | ------ |
| Nummer-eins-Singles   | DE—DE | UK—UK | US1US  |
| Top-10-Singles        | DE—DE | UK—UK | US7US  |
| Singles in den Charts | DE1DE | UK4UK | US24US |